# Zarina
Pour l’article homonyme, voir Zarina (artiste).
Zarina, Zarinaea ou Zarinaia, en grec ancien Ζαριναια, est une reine d'une tribu des Sakas ou Saces, un peuple nomade indo-européen de langues iraniennes, qui vivait dans l'Antiquité en Asie centrale, dans la steppe eurasienne. Elle est mentionnée par des auteurs grecs : 
- Ctésias, fragments 5, 7, 8a et 8c ;
- Diodore de Sicile, Bibliothèque historique, II, 34, 3-5 ;
- Nicolas de Damas, fragment 5 ;
- un texte anonyme intitulé Femmes courageuses connaissant l'art de la guerre[2],[1].

Son nom dérive de zarina qui veut dire « or » dans la langue de ce peuple.
Elle  est présentée comme une femme d'une grande beauté, souveraine et guerrière : sœur et épouse du roi sace Kydraios, elle prend à sa mort la direction de sa tribu, mène des guerres contre des tribus ennemies et fonde des villes. Selon Ctésias et l'auteur du texte anonyme, elle épouse en deuxièmes noces le roi des Parthes Marmarès et mène la guerre contre les Mèdes ; elle est blessée au combat par un Mède, Stryangaios, qui l'épargne en raison de sa beauté ; quand Stryangaios est capturé par Marmarès, elle le sauve, tue son mari, mais rejette l'amour de Stryangaios qui se suicide.
A sa mort elle est, selon Diodore, honorée par son peuple d'une grande tombe pyramidale.
La question du caractère légendaire ou historique de cette figure de l'Antiquité est discutée.